# Triadica
Triadica ist eine Pflanzengattung in der Familie der Wolfsmilchgewächse (Euphorbiaceae). Die nur drei Triadica-Arten sind im östlichen und südlichen Asien beheimatet.  

## Beschreibung

### Vegetative Merkmale
Triadica-Arten wachsen als Bäume oder Sträucher. Es ist ein weißer Milchsaft vorhanden. Die wechselständig oder fast gegenständig an den Zweigen angeordneten Laubblätter sind in Blattstiel und Blattspreite gegliedert. Am Blattstiel befinden sich ein oder zwei Drüsen. Die einfache Blattspreite ist fiedernervig, wobei das unterste Blattnervenpaar den unteren Blattrand bildet. Der Blattrand ist glatt oder gesägt.  

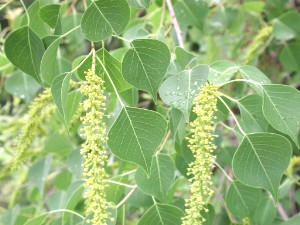
Blütenstände des Chinesischen Talgbaumes (Triadica sebifera) mit jeweils oben männlichen und unten weiblichen Blüten.

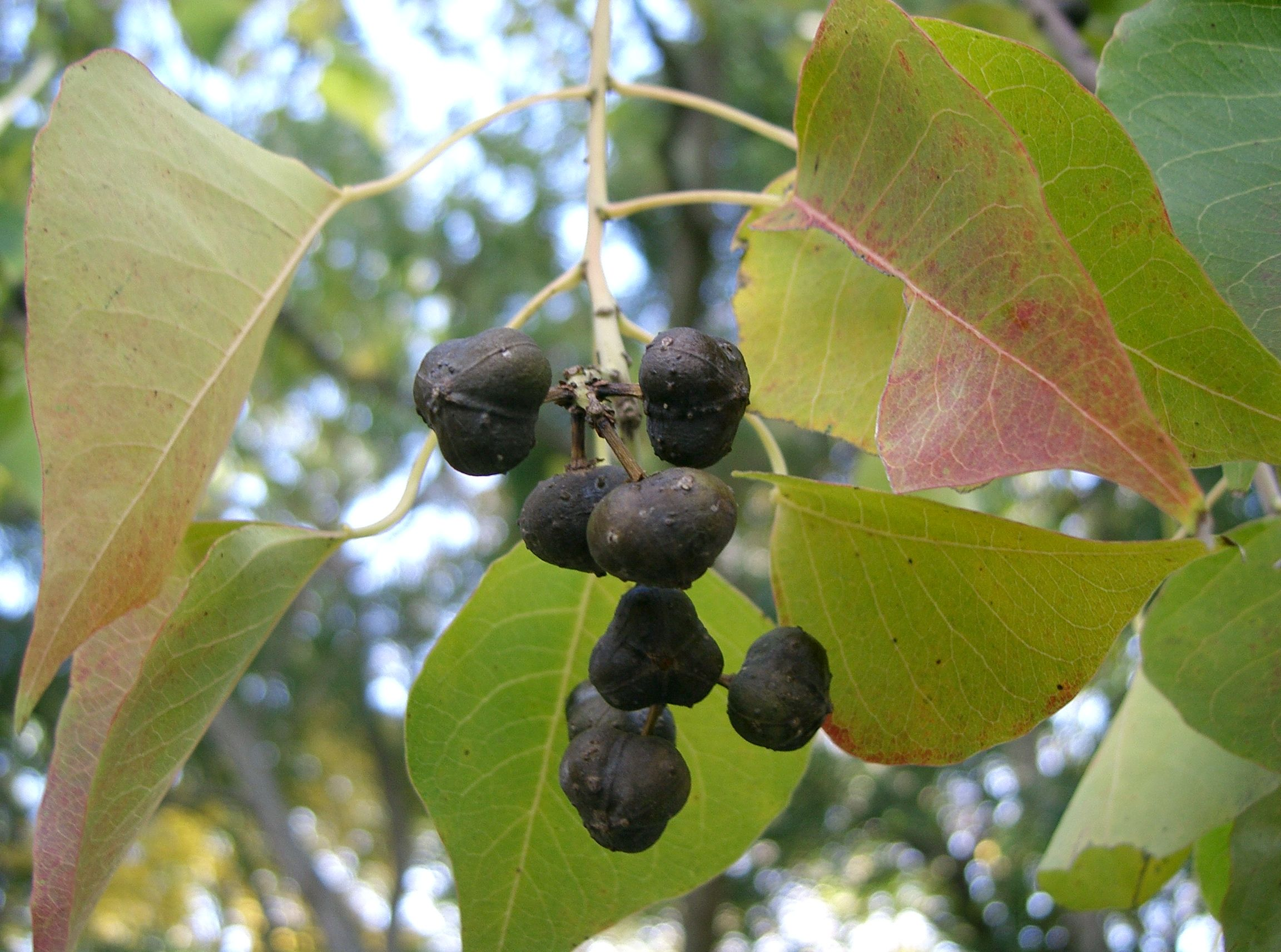
Früchte des Chinesischen Talgbaumes (Triadica sebifera)

### Generative Merkmale
Triadica-Arten sind meist einhäusig (monözisch) oder manchmal zweihäusig (diözisch) getrenntgeschlechtig. Endständig oder seitenständig werden einfache oder manchmal verzweigte ähren- oder traubenähnliche zymöse Blütenstände gebildet. Die Tragblätter besitzen an ihrer Basis zwei große Drüsen. Den eingeschlechtigen Blüten fehlen immer Kronblätter und Diskus. In den Achsen der Tragblätter stehen in kleinen Bündeln die kleinen, gelben Blüten zusammen. Die männlichen Blüten besitzen becherförmig verwachsene häutige Kelchblätter und der Kelch ist nur undeutlich zwei- bis dreilappig oder gezähnt. Ein rudimentäres Gynoeceum fehlt. Die zwei bis drei Staubblätter sind frei. Je Tragblatt ist nur eine weibliche Blüte vorhanden, die größer als die männliche ist. Bei den weiblichen Blüten ist der becherförmige Blütenkelch meist dreiteilig oder -zähnig. Zwei bis drei Fruchtblätter sind zu einem zwei- oder dreifächerigen Fruchtknoten verwachsen. Jedes Fruchtknotenfach enthält nur eine Samenanlage. Die meist drei Griffel sind höchstens an ihrer Basis verwachsen. 
Es werden meist  kugel-, birnenförmige oder dreifächerige Kapselfrüchte, selten dreikammerige Beeren gebildet. Die halbkugeligen Samen sind meist von einem wachsigen Arillus bedeckt und besitzen ein hartes Exokarp und ein fleischiges Endosperm. Die zwei Keimblätter (Kotyledonen) sind breit und flach.

## Systematik und Verbreitung
Die Gattung ist im östlichen und südlichen Asien beheimatet. Alle drei Arten kommen auch in China vor. Ihr Gesamtverbreitungsgebiet reicht von Indien über Thailand und Indochina bis China, Taiwan, Japan, Borneo, Celebes und die Philippinen. Der Chinesische Talgbaum (Triadica sebifera) wird in vielen Ländern angepflanzt und ist teilweise verwildert und gilt als invasive Pflanze.
Der Gattungsname Triadica wurde 1790 von Loureiro in Flora Cochinchinensis , erste und zweite Auflage, S. 598 und 610 veröffentlicht. Typusart ist Triadica sinensis Lour., die heute Triadica sebifera (L.) Small ist. Diese Arten wurde früher in die Stillingia sect. Triadica (Lour.) Baill., Sapium sect. Triadica (Lour.) Müll. Arg. oder Excoecaria sect. Triadica (Lour.) Müll.Arg. in DC. eingeordnet. Die Bewertung von Triadica als Sektion in unterschiedlichen Gattungen oder eigenständige Gattung wechselte öfter. Die Gattung Triadica gehört zur Tribus Hippomaneae, in der Unterfamilie der Euphorbioideae innerhalb der Familie der Euphorbiaceae.
Es gibt nur drei Triadica-Arten:
- Triadica cochinchinensis Lour.:  Sie hat von den drei Arten die weiteste natürliche Verbreitung. Ihr Verbreitungsgebiet reicht von Indien über Thailand und Indochina bis China (auch bis Hubei und Zheijang), bis nach Borneo, Sulawesi und auf die Philippinen. Sie gedeiht in unterschiedlichen Typen von Sekundärvegetation, sogar auf trockenen Standorten und sauren Böden bis in Höhenlagen von etwa 1000 Meter.
- Triadica rotundifolia (Hemsley) Esser: Sie hat von den drei Arten die kleinste Verbreitung. Sie kommt nur in den chinesischen Provinzen Yunnan, Guangxi, Guizhou, Hunan, Guangdong und angrenzenden Gebieten in Vietnam vor. Sie ist charakteristisch für subtropische immergrüne Lorbeerwälder und wurde bis in Höhenlagen von etwa 1400 Meter aufgefunden.
- Chinesischer Talgbaum (Triadica sebifera (L.) Small): Die frostharte Art ist weitverbreitet in Taiwan, in den südlichen Teilen Japans und Chinas (von Yunnan und Hainan bis Gansu, Shandong und Henan), in Korea und Vietnam.[1] Sie gedeiht in vielen Waldtypen und unterschiedlichen Böden von trockenen bis feuchten Bedingungen und toleriert sogar kurzzeitige Überflutungen; sie erreicht Höhen bis zu etwa 1700 Meter.

## Nutzung
Triadica sebifera wird vielfältig genutzt: In Asien wird der wachsartige Überzug der Samen zur Herstellung von Kerzen und Seife verwendet. Die Blätter werden in der Medizin zur Behandlung von Furunkeln eingesetzt. Pflanzenteile können zur Produktion von Biodiesel verwendet werden. Der Pflanzennektar ist ebenfalls ungiftig und daher ist Triadica sebifera bei Imkern als Bienentrachtpflanze beliebt. Triadica sebifera wird als dekorative, schnell wachsende und schattenspendende Zierpflanze verwendet mit einer schönen Herbstfärbung. Triadica cochinchinensis Samen liefern ähnliches Öl/Talg, werden aber wenig genutzt.